# Лебедев, Алексей Иванович (1914—1988)
Алексей Иванович Лебедев (30 марта [12 апреля] 1914, Вышний Волочёк, Тверская губерния — 19 октября 1988, Москва) — советский военнослужащий, лётчик, участник Великой Отечественной войны, командир авиаотряда.

## Биография
Окончил Балашовскую авиационную школу ГВФ в 1936 году. В 1938—1940 годах — пилот 200-го авиаотряда Московского управления ГВФ.
К январю 1945 года гвардии капитан Алексей Лебедев был замэскадрильей 16-го гвардейского штурмового авиаполка 325-й авиадивизии 1-й воздушной армии 1-го Белорусского фронта. К тому времени он совершил 278 боевых вылета из них 84 ночных, по спецсвязи с передовыми частями КА.
За образцовое выполнение заданий командования на фронте борьбы с немецкими захватчиками, за 43 ночных вылета в октявре 1943 года награждён орденом «Красная Звезда».
В июне 1944 года забросил двух разведчиков и вывез 12 раненых партизан и детей из немецкого тыла.
В течение трёх ночей 4—6 октября 1944 года выполнял ответственное задание командующего 2-го Белорусского фронта по вывозу из немецкого тыла наших разведчиков развед. отдела фронта. Мастерски взлетел с площадки 200 × 30 м из района сильно охраняемого и прослеживаемого полевой жандармерией противника находившейся в 2-х километрах от места посадки и взлета.
Был награждён:
- Орденом Красного Знамени 14.12.1944
- Орденом Красной Звезды 26.10.1943
- Орденом Отечественной Войны I степени 1944

В 1960 году был назначен командиром 197-го отдельного авиаотряда в Олекминске, затем Алданского авиаотряда.

## Увлечения
Увлекался естественными науками — физикой химией, электроникой, фотографией. Занимался цветной фототографией, сам проявлял слайды, цветные негативы, печатал цветные фотографии.